# 文托萨-杜拜鲁
文托萨-杜拜鲁是葡萄牙阿威罗区的一个堂区。总面积7.34平方公里，总人口1186人，人口密度161.6人/平方公里。